# Juan Mayorga
Juan Mayorga (Madrid, 1965) és un filòsof i dramaturg espanyol. Es va llicenciar en 1988 en Filosofia i en Matemàtiques i es va doctorar en Filosofia, i va ampliar estudis a Münster, Berlín i París. Ha ensenyat Matemàtiques a Madrid i Alcalà d'Henares. És professor de Dramatúrgia i de Filosofia en la Reial Escola Superior d'Art Dramàtic de Madrid. També ha format part del grup Animalario, amb la que el 2008 va obtenir el Premi Max, i el 2011 va fundar el grup La loca de la casa. Ha fet versions traduïdes de El monstruo de los jardines (Pedro Calderón de la Barca), La dama boba (Lope de Vega), Fuente Ovejuna (Lope de Vega), La visita de la vieja dama (Friedrich Dürrenmatt), Natán el sabio (Gotthold Ephraim Lessing), El gran inquisidor (Fiódor Dostoievski), Divinas palabras (Ramón María del Valle-Inclán) y Un enemigo del pueblo (Henrik Ibsen). Ha rebut diversos guardons, entre els quals hi ha el Premio Nacional de Teatro, el Premi Nacional de Literatura Dramàtica de les Lletres Espanyoles i diversos Premis Max.

## Obres

### Filosofia
- Revolución conservadora y conservación revolucionaria. Política y memoria en Walter Benjamin. Anthropos Editorial (20039[4]

### Teatre
- Siete hombres buenos
- Más ceniza
- El traductor de Blumemberg
- El sueño de Ginebra
- El jardín quemado
- Cartas de amor a Stalin
- El Gordo y el Flaco
- Sonámbulo
- Himmelweg
- Animales nocturnos
- Palabra de perro
- Últimas palabras de Copito de Nieve
- Job
- Hamelin
- Primera noticia de la catástrofe
- El chico de la última fila
- Fedra
- El crítico (2013)[5]

### Peces teatrals breus
- El hombre de oro, La mala imagen, Legión, La piel, Amarillo, La mujer de mi vida, BRGS, La mano izquierda, Una carta de Sarajevo, Encuentro en Salamanca, La biblioteca del diablo, El buen vecino, Tres anillos, Mujeres en la cornisa, Método Le Brun para la felicidad, Departamento de Justicia, JK, La mujer de los ojos tristes i Las películas del invierno.

## Guardons
- 2007: Premio Nacional de Teatro, que atorga el Ministeri de Cultura d'Espanya[6]
- 2006: Premi Max al millor autor[1]
- 2008: Premi Max al millor autor[1]
- 2008: Premi Max a la millor adaptació[1]
- 2009: Premi Max al millor autor[1]
- 2009: Premi Valle-Inclán[1]
- 2013: Premi Max a la millor adaptació[1]
- 2013: Premi Ceres[1]
- 2013: Premi La Barraca[7]
- 2013: Premi Nacional de Literatura Dramàtica de les Lletres Espanyoles per La lengua en pedazos[8][9]